# Filmirage
La Filmirage S.r.l. è una casa di produzione cinematografica italiana, fondata nel 1980 dal regista Joe D'Amato.

## Produzioni
- Antropophagus, regia di Joe D'Amato (1980)
- Rosso sangue, regia di Joe D'Amato (1981)
- Ator l'invincibile, regia di Joe D'Amato (1982)
- Cuando calienta el sol... vamos alla playa, regia di Mino Guerrini (1982)
- Endgame - Bronx lotta finale, regia di Joe D'Amato (1983)
- L'alcova, regia di Joe D'Amato (1984)
- Il piacere, regia di Joe D'Amato (1985)
- Lussuria, regia di Joe D'Amato (1986)
- La monaca nel peccato, regia di Joe D'Amato (1986)
- Voglia di guardare, regia di Joe D'Amato (1986)
- Deliria, regia di Michele Soavi (1987)
- Eleven Days, Eleven Nights (11 giorni, 11 notti), regia di Joe D'Amato (1987)
- Delizia, regia di Joe D'Amato (1987)
- Interzone, regia di Deran Sarafian (1987)
- Pomeriggio caldo, regia di Joe D'Amato (1987)
- Top Model, regia di Joe D'Amato (1988)
- La casa 3 - Ghosthouse, regia di Umberto Lenzi (1988)
- La casa 4 (Witchcraft), regia di Fabrizio Laurenti (1988)
- Dirty Love, regia di Joe D'Amato (1988)
- Killing Birds, regia di Claudio Lattanzi (1988)
- Blue Angel Cafe, regia di Joe D'Amato (1989)
- Paura nel buio, regia di Umberto Lenzi (1989)
- Sangue negli abissi, regia di Joe D'Amato (1989)
- Hot steps - Passi caldi, regia di Joe D'Amato (1990)
- Any Time Any Play, regia di Joe D'Amato (1990)
- La signora di Wall Street, regia di Joe D'Amato (1990)
- DNA formula letale, regia di George Eastman (1990)
- Troll 2, regia di Claudio Fragasso (1990)
- La casa 5, regia di Claudio Fragasso (1990)
- Contamination .7, regia di Joe D'Amato (1990)
- Quest for the Mighty Sword, regia di Joe D'Amato (1990)
- La stanza delle parole, regia di Franco Molè (1990)
- Eleven Days, Eleven Nights 2, regia di Joe D'Amato (1990)
- Le porte del silenzio, regia di Lucio Fulci (1991)
- Il diavolo nella carne, regia di Joe D'Amato (1991)
- Il fiore della passione, regia di Joe D'Amato (1991)
- Ossessione fatale, regia di Joe D'Amato (1991)
- Il segreto di una donna, regia di Joe D'Amato (1991)
- Ritorno dalla morte - Frankenstein 2000, regia di Joe D'Amato (1992)
- Sul filo del rasoio, regia di Joe D'Amato (1992)
- Tenera storia, regia di Joe D'Amato (1992)
- I racconti della camera rossa, regia di Joe D'Amato (1993)
- China and Sex, regia di Joe D'Amato (1994)